# Малетинская
Малетинская — деревня в Верхнетоемском муниципальном округе Архангельской области.

## География
Находится в юго-восточной части Архангельской области у юго-восточной окраины административного центра района села Верхняя Тойма.

## История
Упоминалась уже только в 1939 году. До 2021 года входила в состав Верхнетоемского сельского поселения до его упразднения.

## Население
Численность населения: 189 человек (русские 95 %) 2002 году, 156 в 2010.